# Juda Grossman-Roszczin
Juda Grossman-Roszczin, właśc. Juda Salomonow-Szlojmow, hebr. ‏יהודה סאלאמאנאוויטש גראסמאן‎ (ur. 7 lutego 1883 w Nowoukriance, zm. 6 czerwca 1934 w Moskwie) – lider czarnoznamieńców, anarchosyndykalista, publicysta i krytyk literacki, teatralny i filmowy

## Życiorys
Grossman urodził się w żydowskiej rodzinie kupieckiej. W 1897 wstąpił do założonego w Odessie socjaldemokratycznego Południoworosyjskiego Związku Robotników, do którego uprzednio należał jego brat. W związku z tą działalnością Grossman w 1898 został aresztowany i wysłany do rodzinnej miejscowości pod 3-letni nadzór policyjny. Latem 1902 wyjechał za granicę, gdzie dołączył do anarchistów, początkowo do Genewskiej Grupy Anarchistów-Komunistów „Chleb i Wola” skupionej wokół Piotra Kropotkina i Gregorija Gogelii. W 1904 dołączył do grupy „Anarchia”, założonej przez Berko Engelsona.
W 1905 Grossman wrócił do Rosji by wziąć udział w rewolucji 1905 roku. Zamieszkał w Białymstoku, który stał się głównym ośrodkiem jego działalności. Przeorganizował lokalną grupę chlebowolców, która przekształciła się w czarnoznamieńców. Grossman nie uczestniczył w akcjach bojowych swojej grupy, ani w ekspriopriacji. Specjalizował się w przemowach oraz debatach. W związku z jego znaczną aktywnością oraz mobilnością, powstały grupy jego zwolenników w Grodnie, Jekaterynosławiu, Odessie, Wilnie, Warszawie, Kijowie, Jelizawietgradzie i Mikołajowie. Także w 1905 w Genewie wydał pierwszy i jedyny numer czasopisma „Czornoje Znamia”. Na jego łamach namawiał robotników, chłopów, lumpenproletariat i rzemieślników do poprawy warunków życia poprzez stosowanie przemocy wobec rządu. Uważał, że walka klasowa powinna obejmować przede wszystkim strajki i ataki na własność. W 1906 został członkiem redakcji ukazującej się w Jekataterynowsławiu gazety „Butnar”. W tym samym roku planował przeprowadzić zamach wraz z warszawską bojówką PPS na generalnego gubernatora Gieorgija Skałona, do którego jednak ostatecznie nie doszło. W 1907 jako przywódca kijowskich czarnoznamieńców został wybrany na delegata Międzynarodowego Kongresu Anarchistycznego w Amsterdamie, na który nie dotarł, gdyż 15 czerwca 1907 został aresztowany i osadzony w więzieniu łukjanowskim. 11 października 1908 zesłano go do guberni tiumeńskiej, z której uciekł do Szwajcarii, w której założył gazetę „Raboczij Mir” w 1914, a w latach 1915–1917 redagował anarchistyczną publikację „Raboczeje Znamja” i „Put’ k Swobodie” w 1917.
Po rewolucji lutowej wrócił do Rosji, gdzie zaangażował się w anarchistyczną agitację w ramach Moskiewskiego Związku Ideowej Propagandy Anarchizmu, a następnie wspierał bolszewików w rewolucji październikowej oraz zorganizował Biuro Anarchistów Zagłębia Donieckiego. W tym okresie uznał, że dyktatura bolszewików stanowi niezbędny okres przejściowy do osiągnięcia anarchii oraz że należy połączyć siły przeciwko Białej Armii. Został członkiem sztabu Rewolucyjnej Powstańczej Armii Ukrainy, a także rozpoczął pracę w anarchistycznym wydawnictwie „Głos Pracy”. Grossman porzucił działalność polityczną po stłumieniu lewicowej opozycji przez rządu bolszewików. Następnie skupił się na pracy w Rosyjskim Stowarzyszeniu Pisarzy Proletariackich. W jego ramach publikował prace o twórczej metodzie literatury proletariackiej. W 1922 został wykładowcą Socjalistycznej Akademii Nauk Społecznych i również na początku lat 20. został profesorem Moskiewskiego Uniwersytetu Państwowego, W 1923 został członkiem Państwowej Rady Naukowej, w ramach której zatwierdzał plany edukacyjne dla uczelni oraz szkół. W latach 1931–1934 pracował w Naukowo-Badawczym Instytucie Kinematografii, gdzie zajmował się krytyką literacką i filmową i kierował Katedrą Historii Sztuki. Ponadto publikował w wielu czasopismach, w których zajmował się krytyką literacką.

## Wybrane publikacje
- „Myśl o przeszłości” (1924),
- zbiór artykułów „Artysta i epoka” (Moskwa 1928),
- „Sztuka zmieniania świata” (1929).